# جوش مكيشران

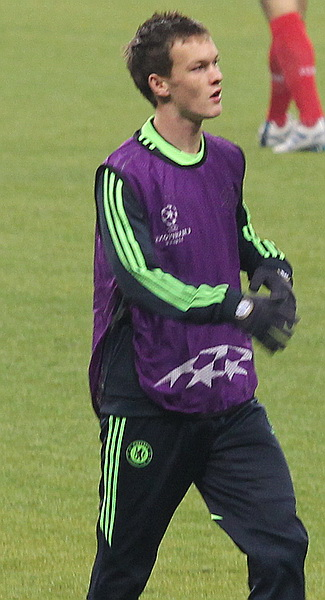

جوشوا مارك «جوش» مكيشران (بالإنجليزية: Josh McEachran)‏ (مواليد 1 مارس 1993) هو لاعب كرة قدم إنجليزي يلعب لنادي ميدلزبره في بطولة دوري كرة القدم كلاعب وسط على سبيل الإعارة من تشيلسي.

## بداية حياته
ولد مكيشران في أكسفورد، أوكسفوردشاير لأبوين اسكتلنديين. نشأ وترعرع في قرية كيرتلينغتون مع أخته الصغرى دانييل وإخوته زاك، ويل وجورج.

## مسيرته مع الأندية

### تشيلسي
كانت أول مباراة رسمية لمكيشران مع الفريق الأول لتشيلسي ضد نادي جيلينا يوم 15 سبتمبر 2010 كبديل ضمن منافسات دوري أبطال أوروبا. ليصبح أول لاعب يولد بعد انطلاق دوري أبطال أوروبا يوم 25 نوفمبر 1992 يشارك في المسابقة.

## وصلات خارجية
- جوش مكيشران على موقع الاتحاد الأوربي (الإنجليزية)
- جوش مكيشران على موقع قاعدة بيانات كرة القدم.إي يو (الإنجليزية)
- جوش مكيشران على موقع Soccerbase.com (لاعب) (الإنجليزية)
- جوش مكيشران على موقع Soccerway.com (الإنجليزية)
- جوش مكيشران على موقع عالم كرة القدم.نت (الإنجليزية)
- جوش مكيشران على موقع كووورة
- جوش مكيشران على موقع AS.com (الإسبانية)